# Ludde (småbarnsbokserie)
Ludde är en serie småbarnsböcker av författaren och illustratören Ulf Löfgren, som började ges ut 1984. Totalt utkom 34 Luddetitlar under åren 1984-2006.